# Североморск
Северомо́рск (на руски: Североморск) е град в Русия, разположен в градски окръг Североморск, Мурманска област. Населението на града към 1 януари 2018 е 52 255 души.
Разположен е на Колския полуостров, на 25 км североизточно от Мурманск. Морско пристанище на източния бряг на незамръзващия Колски залив на Баренцово море. Железопътна гара на Мурманската железопътна линия и автомагистрала.
Североморск е военноморска база и команден център на стратегическия Северен флот от военноморските сили на Русия. Седми по значение сред руските градове разположени зад северния полярен кръг.